# Пивонька, Витезслав
Витезслав Пивонька (чеш. Vítězslav Pivoňka; 27 августа 1969, Бенешов, ЧССР) — чешский дипломат.

## Биография
С 1987 по 1991 год обучался на педагогическом факультете Карлова университета в Праге. Позже закончил аспирантуру в области маркетинга в пражском Экономическом университете (с 1993 по 1994 год), продолжил учёбу в Bridge Business College в Сиднее Австралия (с 1997 по 1998 год).
Работал руководителем отдела маркетинга и регионального рынка в чешской медиакомпании МАФРА.
В 1999—2002 годах — сотрудник Департамента внутренней политики Министерства иностранных дел Чехии.
В 2002—2005 годах — генеральный консул Чехии в Кошице (Словакия).
В 2005—2006 годах — сотрудник отделения Юго-Восточной и Восточной Европы МИД Чешской Республики.
В 2006—2011 годах  — заместитель посла Чехии в Киеве.
С апреля 2010 по июль 2011 года — временный поверенный в делах Чехии на Украине.
В 2011—2013 годах — директор Департамента службы Министерства иностранных дел Чехии.
В 2014—2018 годах — Чрезвычайный и Полномочный Посол Чехии в Азербайджане.
С 2018 года — Чрезвычайный и Полномочный Посол Чехии в России. В конце 2022 года вернулся в Прагу. В мае 2024 года Правительство Чехии официально отозвало посла на родину.
Женат, имеет сына и дочь.